# Lorbeeren
Die Lorbeeren (Laurus) bilden eine Pflanzengattung aus der Familie der Lorbeergewächse (Lauraceae). 

## Beschreibung
Alle Arten sind immergrüne Sträucher oder kleine Bäume, die 12 bis 20 Meter hoch werden. Die Blätter sind ungeteilt und ganzrandig. Sie sind nur bedingt winterhart. Früher wurden noch viele weitere Arten in die Gattung Laurus gestellt, die aktuell anderen Gattungen zugeordnet werden.

## Systematik und Verbreitung
Die Gattung Laurus L. besteht aus drei Arten: 
- Echter Lorbeer (Laurus nobilis L.) aus der Mittelmeerregion
- Azoren-Lorbeer (Laurus azorica (Seub.) Franco), heimisch auf den Azoren, Madeira und den Kanarischen Inseln
- Laurus novocanariensis Rivas Mart., Lousã, Fern.Prieto, E.Días, J.C.Costa & C.Aguiar (Syn.: Laurus canariensis Webb & Berthel. non Willd.)

## Weitere Pflanzenarten mit dem Namensteil „Lorbeer“
Zahlreiche Pflanzen tragen den Begriff Lorbeer als Teil ihres Namens, zumeist weil ihre Blätter eine ähnliche Form haben. Während etwa der Kalifornische Lorbeer (Umbellularia californica) durch die gemeinsame Zugehörigkeit zur Familie der Lorbeergewächse (Lauraceae) noch relativ nahe verwandt ist, gehören das Indonesische Lorbeerblatt (Eugenia polyantha) und der Westindische Lorbeer (Pimenta racemosa) zur Familie der Myrtengewächse (Myrtaceae) und die Lorbeer-Feige (Ficus microcarpa) gehört zur Familie der Maulbeergewächse (Moraceae). Auch die Lorbeerkirsche (Prunus laurocerasus), die oft als Kirschlorbeer bezeichnet wird, ist nicht näher mit den Lorbeeren verwandt, sondern gehört zur Familie der Rosengewächse (Rosaceae).